# کلمانس بک
کلمانس بک (فرانسوی: Clémence Beikes‎؛ زادهٔ ۱۹ اکتبر ۱۹۸۳) بازیکن بسکتبال اهل فرانسه است.